# Спортивна (станція метро, Санкт-Петербург)

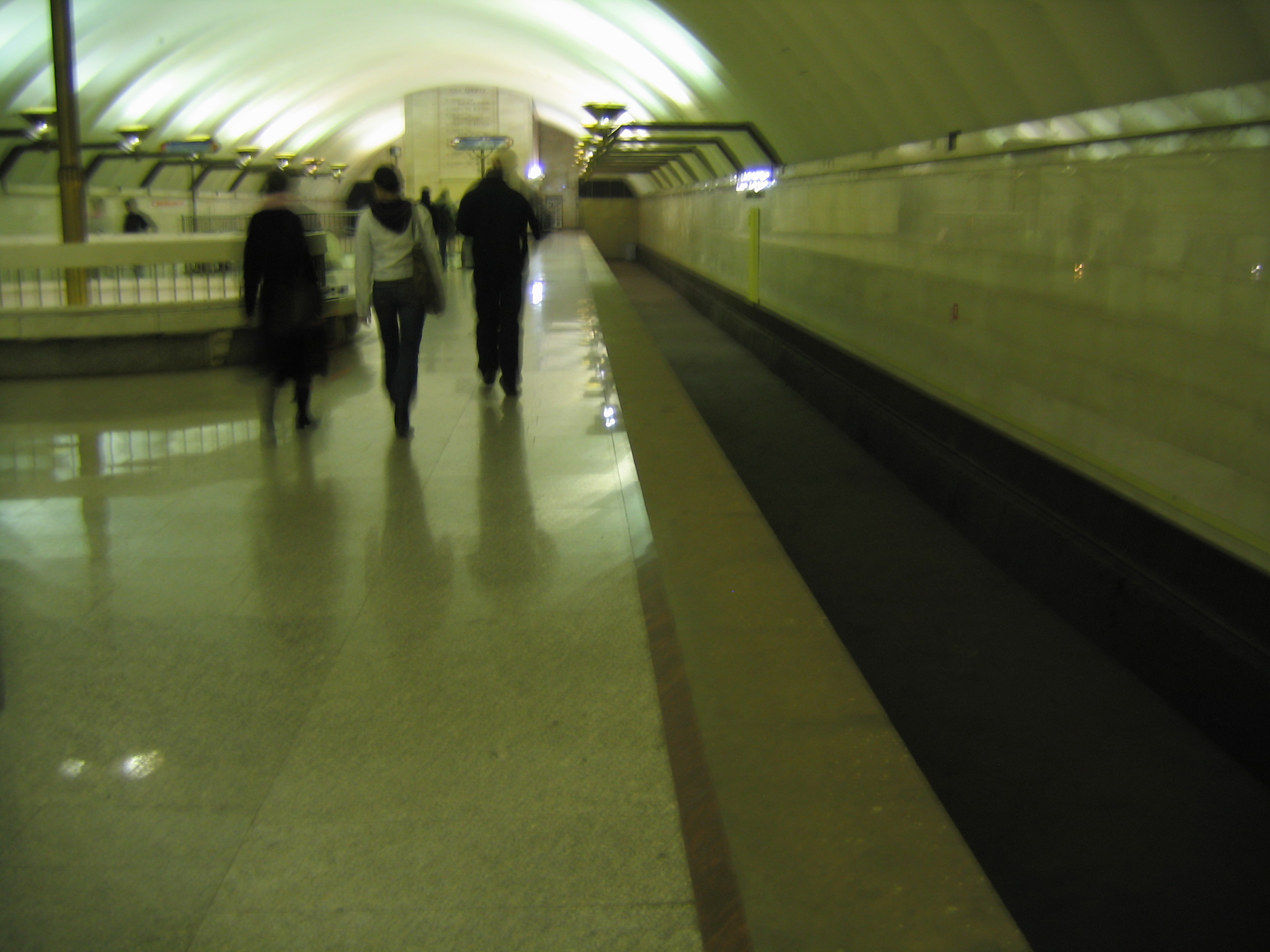

59°57′07″ пн. ш. 30°17′26″ сх. д. / 59.95194° пн. ш. 30.29056° сх. д.
Спортивна (рос. Спортивная) — станція Фрунзенсько-Приморської лінії Петербурзького метрополітену, розташована  між станціями «Адміралтейська» і «Чкалівська». До введення в експлуатацію ділянки «Достоєвська» — «Спаська» 7 березня 2009 експлуатувалася в складі Правобережної лінії.
Станція відкрита 15 вересня 1997 у складі ділянки «Садова» — «Чкалівська». Назва пов'язана з близькістю двох великих спортивних об'єктів — стадіону «Петровський» і палацу спорту «Ювілейний». У проекті станція мала назву «Тучків міст».

## Технічна характеристика
Конструкція станції — двоярусна пересадкова односклепінна глибокого закладення. Глибина закладення —  64 м.
У поперечному перерізі конструкція складається зі збірного залізобетонного багатошарнірного склепіння, що спирається на масивні опори, забетоновані всередині круглих тунелів діаметром 9,8 м. У нижній частині перетину побудовано зворотне склепіння, що слугує одночасно розпіркою для бічних опор. Станційні зали розділені міжповерховим перекриттям, що спирається на систему колон і прогонів. Конструктивна частина базується на досвіді споруди односклепінної станцій зі збірними залізобетонними склепіннями, обтиснутими в породу. Радіус верхнього склепіння — 11,2 м, зворотного — 15 м.
Через те що станція дуже чутлива до вібрацій, колії на верхньому ярусі укладені на гравійну подушку, з цієї причини на них відсутні лотки безпеки.
У верхній зал прибувають потяги, що прямують до станції «Комендантський проспект», у нижній — до станції «Міжнародна».
Перехід з ярусу на ярус здійснюється за допомогою двох малих тристрічкових нахилів, розташованих послідовно один за одним, другий з них (розташований ближче до глухого торця верхнього ярусу) на середину 2010-х не використовується.
Похилий хід чотиристрічковий, починається з північного торця верхнього ярусу станції.
27 травня 2015 було введено в експлуатацію другий вихід зі «Спортивної», розташований на Василівському острові, по інший бік Тучкова моста. Другий вестибюль з'єднаний зі станцією 300-метровим підземним пасажирським тунелем, забезпеченим унікальним для Петербурзького метрополітену пристроєм - траволатором.
Після відкриття станції деякий час входи в невикористовуваному тунелі залишалися відкритими, але потім через почастішання несанкціонованих проникнень їх наглухо закрили металевими воротами.

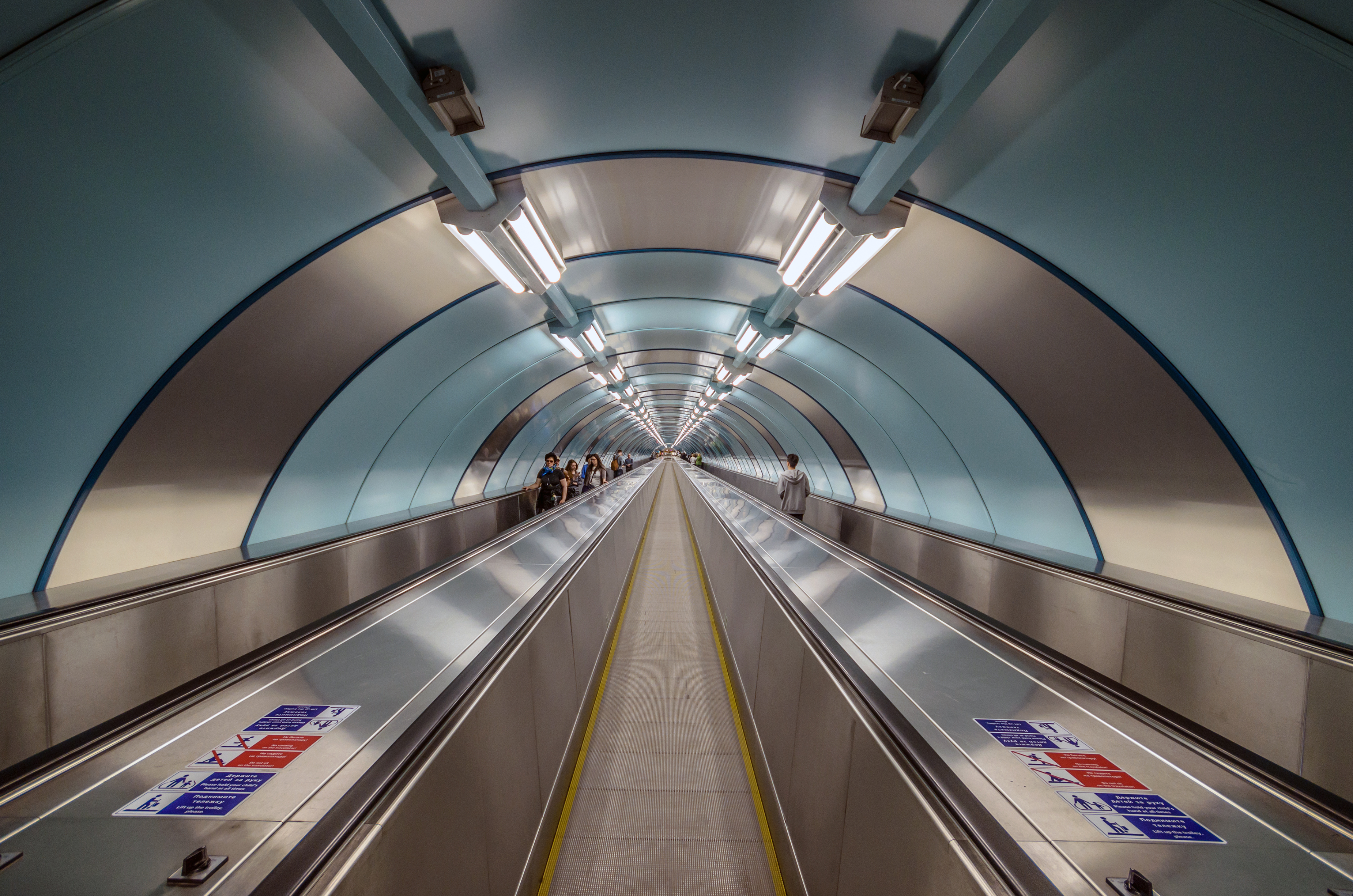
300-метровий Пішохідний тунель з травалаторами, що з'єднує нижню платформу з другим (Василеостровським) виходом .

## Вестибюль
Підземний вестибюль знаходиться в підземному переході, розташованому на розі проспекту Добролюбова і Великого проспекту. Вестибюль побудований методом «стіна в ґрунті» 
Вестибюль оздоблено в спортивній тематиці. Над ескалаторами встановлені світильники, стилізовані під давньогрецькі смолоскипи і мозаїчне панно «Олімпійський вогонь», а на стінах вестибюля — медальйони в античній тематиці із зображенням різних видів спорту.
Над ескалаторним нахилом стеля прикрашена плитами білого кольору з круглим малюнком, над касами і турнікетами під стелею встановлена металева решітка, і при підсвічуванні стелі створюється ілюзія вікна в небо. Балкони по обидві сторони від нахилу освітлені офісними світильниками.

## Перспективи
25 травня 2015 року відбулося відкриття другого виходу з південного торця нижнього ярусу по тунелю з траволатороми до похилому ходу, що прямує на Васильєвський острів до набережної Макарова, Середній проспект, Кадетської і 1-ї ліній. Над ескалаторами є вітраж на тему спорту.
У майбутньому планується організація пересадки кросплатформового типу на Кільцеву лінію.

## Оздоблення
Колійні стіни верхнього ярусу і колони нижнього оздоблені білим мармуром, колійні стіни нижнього — червоним мармуром і прикрашені мозаїками в античному стилі з назвою станції, виконаному з анодованого металу. Також у центрі нижнього ярусу розташована мозаїка, що зображує бігуні. Підлога оздоблена білим гранітом. У глухій торцевій стіні верхнього ярусу станції розташований текст «Оди Спорту» П'єра де Кубертена.
Над коліями верхнього ярусу встановлені навісні світильники, що імітують олімпійські факели, а з нижнього ярусу на верхній через отвори проходять три торшери. За проектом вони мали бути увінчані скульптурами богині перемоги Ніки, плавця і бігуна, виконані методом гальваніки або виколотки з міді, і розташовуватися також і в південній частині станції. Але через недостатнє фінансування проект було скорочено.
У зв'язку з постійним відкладанням будівництва Кільцевої лінії відбулося заморожування капіталовкладень, пов'язаних зі зведенням тої частини об'єднаної конструкції станції, що призначена для її обслуговування. З метою повернення витрачених на будівництво коштів авторський колектив запропонував на площах майбутньої Кільцевої лінії організувати торгові зони з продажу спортивних товарів. Зони планувалося розташувати з неексплуатованого боку станції і стилізувати їх у вигляді вагонів, як би стоять на коліях, не заважаючи пасажирам діючої лінії. Ця ідея не була реалізована.
У 2010 році на станції було запроваджено новий інформаційний простір, а освітлення у верхньому ярусі частково замінено на натрієве.

## Ресурси Інтернету
- «Спортивна» на metro.vpeterburge.ru [Архівовано 2 серпня 2014 у Wayback Machine.](рос.)
- «Спортивна» на ometro.net(рос.)
- «Спортивна» на форумі SubwayTalks.ru [Архівовано 19 квітня 2014 у Wayback Machine.](рос.)